# Episodi di The George Burns and Gracie Allen Show (prima stagione)
La prima stagione della serie televisiva The George Burns and Gracie Allen Show è stata trasmessa in anteprima negli Stati Uniti d'America dalla CBS tra il 12 ottobre 1950 e il 13 settembre 1951.
| nº | Titolo originale                      | Titolo italiano | Prima TV USA      | Prima TV Italia |
| -- | ------------------------------------- | --------------- | ----------------- | --------------- |
| 0  | Pilot                                 |                 | 1950              |                 |
| 1  | The Kleebob Card Game                 |                 | 12 ottobre 1950   |                 |
| 2  | Gracie the Artist                     |                 | 26 ottobre 1950   |                 |
| 3  | The Property Tax Assessor             |                 | 9 novembre 1950   |                 |
| 4  | Harry Morton's Private Secretary      |                 | 23 novembre 1950  |                 |
| 5  | Gracie's Checking Account             |                 | 7 dicembre 1950   |                 |
| 6  | Gracie's Christmas                    |                 | 21 dicembre 1950  |                 |
| 7  | Rumba Lessons                         |                 | 28 dicembre 1950  |                 |
| 8  | Happy Hmm Hmm                         |                 | 4 gennaio 1951    |                 |
| 9  | To Go or Not to Go                    |                 | 18 gennaio 1951   |                 |
| 10 | Gracie and the St. Bernard            |                 | 1º febbraio 1951  |                 |
| 11 | Holding Out                           |                 | 15 febbraio 1951  |                 |
| 12 | The Income Tax Man                    |                 | 1º marzo 1951     |                 |
| 13 | The Vanderlips' Dinner Party          |                 | 15 marzo 1951     |                 |
| 14 | Johnny Velvet's Day in Court          |                 | 29 marzo 1951     |                 |
| 15 | George is Sick                        |                 | 12 aprile 1951    |                 |
| 16 | Teenage Girl Spends the Weekend       |                 | 26 aprile 1951    |                 |
| 17 | The Andersons Move In                 |                 | 10 maggio 1951    |                 |
| 18 | The Vanderlips' Costume Party         |                 | 24 maggio 1951    |                 |
| 19 | Mamie Kelly Gets Stuck                |                 | 7 giugno 1951     |                 |
| 20 | To Fish or Not to Fish                |                 | 21 giugno 1951    |                 |
| 21 | Too Much of the Mortons               |                 | 5 luglio 1951     |                 |
| 22 | Silky Thompson Moves to Beverly Hills |                 | 19 luglio 1951    |                 |
| 23 | Gracie's Vegetarian Plot              |                 | 1º agosto 1951    |                 |
| 24 | Space Patrol Kids Visit               |                 | 16 agosto 1951    |                 |
| 25 | Buying Wholesale                      |                 | 30 agosto 1951    |                 |
| 26 | Gracie Gives a Wedding                |                 | 13 settembre 1951 |                 |